# Cornell Dupree
Cornell Luther Dupree (19. prosince 1942, Fort Worth, Texas, USA – 8. května 2011, tamtéž) byl americký jazzový a R&B kytarista. Spolupracoval s mnoha hudebníky, mezi které patří například i Bill Withers, Donny Hathaway, King Curtis nebo Steve Gadd.